# Gotlandskanalen AB
Gotlandskanalen AB var en TV-kanal som sände över Gotland. Sändningarna inleddes 10 juli 2006 kl 09.00 och upphörde i februari 2007.
Gotlandskanalen AB startades 2006 av GIP (Gotland Interaktiv Park) och Mats-Ola Rödén för att ge arbetstillfällen för de mediautbildningar som fanns på Gotland. Digital-TV gav en möjlighet att starta en egen gotländsk kanal och förväntades inbringa tillräckligt med pengar för att på sikt gå runt på egen hand. I samband med kanalstarten blev det klart att GIP inte skulle driva TV-kanalen, eftersom både Gotlands kommun och Högskolan på Gotland fanns med i organisationen GIP. Kanalen såldes därför med kort varsel till Spider AB, som sysslade med reklam till storbildsskärmar. Reklamintäkterna lät dock vänta på sig, eftersom företagens reklambudget oftast är flerårig. Bland annonsörerna fanns Gotlands kommun. vilket ledde till anklagelser omotillbörligt utnyttjande, varvid kommunen drog tillbaka annonseringen. Ägarna hade inte resurser att vänta något år på intäkter, varför kanalen gjorde konkurs.
Tittarsiffrorna kom aldrig att undersökas, men kanalens egen uppskattning efter enkäter var att 40% tittade mera än någon gång i veckan. Kritik framfördes mot repetitiva programinnehåll, vilket främst berodde på att det bara gjordes en ny sändningstimme varje vardag plus en ny "gatufilm" varje vecka. Dygnets övriga 23 timmar var repriser.
Kanalen sjönk i popularitet senhösten 2006 då nyhetsredaktören Lasse Ahnell lämnade kanalen. Nyhetssändningen "KvartÖver" var en stor anledning att varje dag titta på gotländska nyheter och aktualiteter samt få en enklare väderrapport. Ahnell var tjänstledig från Radio Gotland och återgick till denna tjänst när kanalens fick svårigheter. Under de sista månaderna i Gotlandskanalens liv upphörde helt produktionen av nya program, och endast repriser sändes. Onsdag 24 januari 2007 lämnade Gotlandskanalen AB in konkursanmälan på egen begäran av företagets VD Kim Zetterberg. Sändningarna upphörde senare helt den sista februari 2007.

## Programutbud
Kanalen hade program som hade olika teman måndag till fredag. Kanalen hade även ett inslag som hette Gotlandsvyer, ursprungligen tänkt som ett pausprogram, men blev så populärt att det blev ett eget program. Programkonceptet var att filma offentliga platser på Gotland rakt upp och ned där många människor passerade. Flera av kanalens program hette namn som började med "Studio Gotland" följt av en undertitel, såsom "Nöje", Arbetsliv "Sport", "Familj" eller "Kultur och Historia". Gotlandskanalen hade även 15 minuters nyhetsprogram varje vardag.

## KvartÖver
15 minuters nyhets- och aktualitetsprogram gjordes måndag till fredag i Gotlandskanalen av Lasse Ahnell, samt en ihopklippt sammanfattning i helgen. Ahnell gjorde efter en tid allt själv, intervjuade, filmade, redigerade och lämnade till utsändning. 100 st "KvartÖver" gjordes.

## Studio Gotland

### Sport
Martin Bogaeus gjorde personliga sportreportage, till exempel från det årliga Gotland Grand National. Man gjorde också en serie om olika golfbanor på ön.

### Studio Gotland: Nöje
Denna talkshow leddes av Patrik "Palten" Jonsson med John Norrby som bisittare. I showen medverkade också lokalt kända personer, man hade livemusik och visade inslag från Gotland med olika teman.

### Studio Gotland: Historia
Programmet leddes av historikern och allmänvetaren Calle Brobäck (även utsedd till årets gotlänning 2006). Programmet handlade bland annat om runstenar, svepskålar och sångstenar.

## Studio Gotland: Jobb
I programmet om arbetsplatser, lediga jobb och arbetssökande var Lasse Ahnell programledare. Här lanserades också inslaget "jobbakuten", där arbetssökande på 60 sekunder fick berätta om sig själva och vilket jobb de ville ha.

## Studio Gotland: Familj
I detta familjeprogram förkom varje fredag roliga gäster som ofta var helt vanliga personer. Det bjöds även på en kurs i gutniska. Varje vecka visades ett nytt avsnitt i barnföljetongen "I småkrypsland". Programledare var Julia Bendelin.